# Munizip al-Murgub
Al-Murgub, arabisch المرقب, DMG al-Murqub, ist ein Munizip, das im Nordwesten der Libysch-Arabischen Republik, in der historischen Region Tripolitanien liegt. Die Hauptstadt von al-Murgub ist die Stadt al-Chums.

## Geographie
Im Norden grenzt das Munizip an das Mittelmeer, auf dem Land grenzt es an folgende Munizipien:
- Munizip Misrata – Südosten
- Munizip al-Dschabal al-Gharbi – Südwesten
- Munizip Tripolis – Westen

## Verwaltungsgeschichte

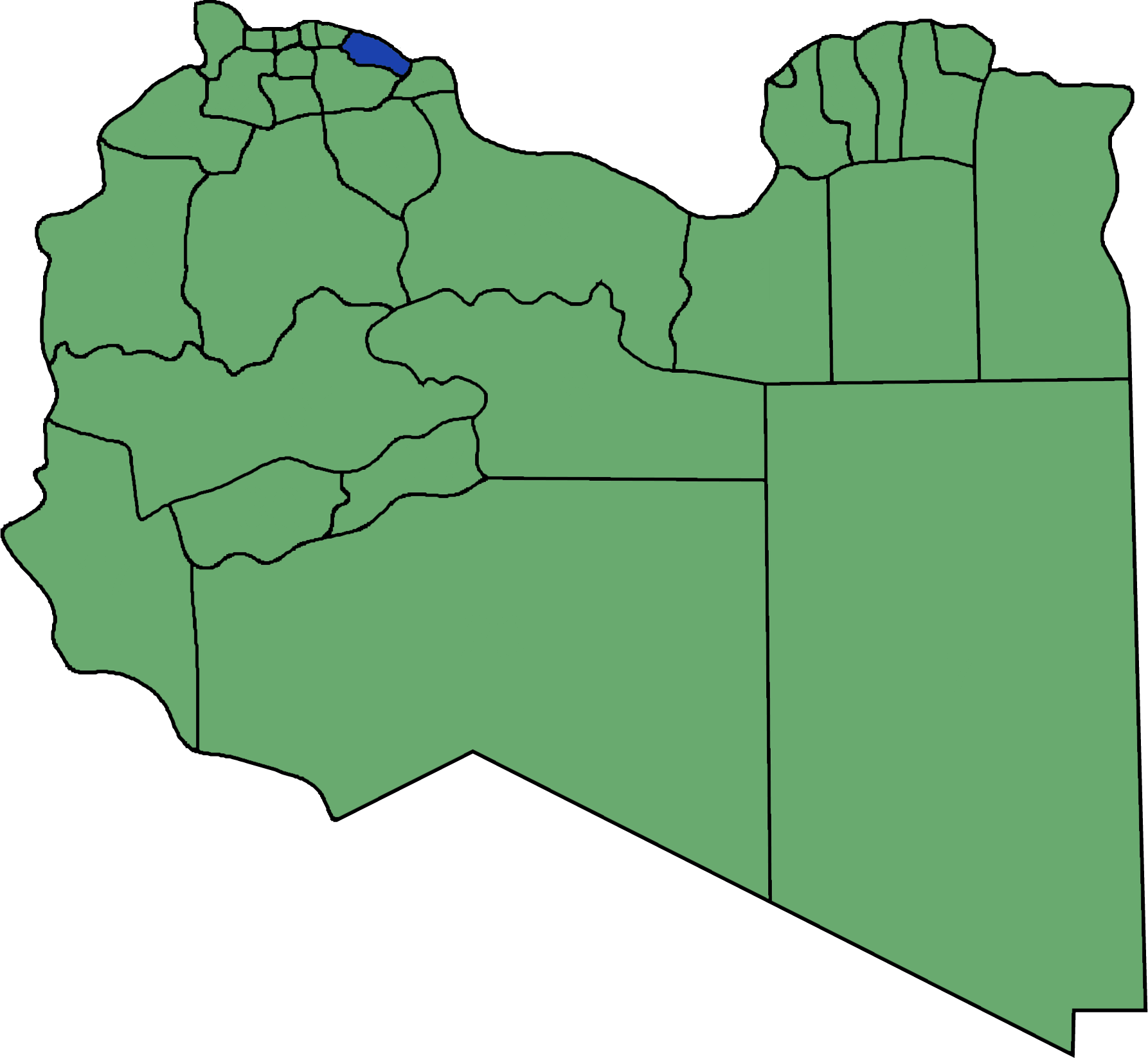
Munizipalgebiet vor 2007

Im Zuge der libyschen Verwaltungsreform 2007 wurde das benachbarte Munizip Tarhuna wa Msallata eingegliedert. Bis dahin lebten im damaligen Gebiet von al-Murgub 328.292 Menschen (Stand 2003) auf einer Fläche von insgesamt 3.000 km².